# Henry Michelot
Pour les articles homonymes, voir Michelot.
Henry Michelot (16...-17...) est un hydrographe, cartographe et navigateur français (fin du XVIIIe siècle, début du XVIIIe) d'origine bretonne. Il était « pilote réal » des galères royales et professeur d'hydrographie à Marseille. Son portulan de la mer méditerranée de 1703 a été réédité jusqu'en 1805.

## Œuvres
- Henri Michelot, Le portulan de la mer Méditerranée, ou Le vray guide des pilotes costiers : dans lequel on verra la véritable manière de naviguer le long des côtes d'Espagne, Catalogne, Provence, Italie,... : avec une ample description de tous les ports, havres,... / le tout fidèlement observé sur les lieux, par Henry Michelot,... 1709, en ligne sur Gallica ; Portulan de la mer Méditerranée ou Guide des pilotes côtiers, 1805 consulter en ligne. Entre autres descriptions, cet ouvrage procure l'une des premières sources d'information sur l'approche des côtes de l'île de Majorque, aux Baléares.
- Cartes générales et particulières de la mer Méditerranée ([Reprod. numérique]) / par le Sr Henry Michelot, pilote réal des galères du Roy  (1713) , en ligne sur Gallica
- "Recueil de plans et ports de la Méditerranée." ;  "Recüeil de Plusieurs Plans des Ports et Rades de la Mer Mediterranée"